# Francis Crick
Francis Harry Compton Crick OM (Weston Favell, 1916. június 8. – San Diego, 2004. július 28.) angol molekuláris biológus, biofizikus, neurobiológus. 1962-ben James Watsonnal és Maurice Wilkins-szel közösen orvostudományi Nobel-díjban részesült a DNS szerkezetének megfejtéséért.
Crick a molekuláris biológia egyik fontos teoretikusa volt, ő használta először a centrális dogma kifejezést és sokat tett a genetikai kód megfejtéséért. Késői éveiben elsősorban neurobiológiával foglalkozott. 

## Tanulmányai
Francis Crick 1916. június 8-án született az akkor Northampton melletti kis faluban, Weston Favellben (ma már a város része). Ő volt az első fia Harry Crick (1887–1948) cipőgyártónak és feleségének, Annie Elizabeth Wilkinsnek (1879–1955). Apai nagyapja, Walter Drawbridge Crick (1857–1903) amatőr természetbúvár volt, aki tanulmányozta helyi forameniferákat, Charles Darwinnal levelezett és két csigafajt is elneveztek róla. Nagybátyja, Walter Crick is természettudományos érdeklődésű volt, megtanította Francist az üvegfúvásra, fényképezésre és kémiai kísérleteket végeztek együtt.
Francis a Northampton Grammar School-ban kezdte tanulmányait, 14 éves korától pedig a londoni Mill Hill School-ban tanult. 17 évesen elnyerte az iskola alapítványának kémiai díját. A University College London-on tanult tovább, ahol 21 évesen BSc fokozatot szerzett fizikából. Mivel a Cambridge-i Egyetemre (feltehetően hiányos latintudása miatt) nem vették fel, a University College London PhD hallgatója lett, ahol a magas hőmérsékletű víz viszkozitását mérte. 1939-ben kitört a második világháború, Crick pedig az Admiralitás kutatóintézetében kezdett el dolgozni (korábbi munkájával kénytelen volt felhagyni, mert egy német bomba lerombolta laboratóriumát); mágneses és akusztikus aknák kifejlesztésén munkálkodott.
A háború után már nem érdekelte annyira a fizikai kutatás, ezért átváltott arra a területre, amit ő "az élő és élettelen határvidékének" nevezett, az élőlények bonyolult szerves molekuláinak kutatására. Bár kezdetben szinte semmit nem tudott a szerves kémiáról és krisztallográfiáról, 1947-ben otthagyta a haditengerészet kutatóintézetét és cambridge-i Strangeways Laboratoryban kezdett dolgozni, de hamarosan átváltott a Max Perutz és John Kendrew által vezetett Cavendish Laboratoryra. Megtanulta a szerves molekulák röntgenkrisztallográfiáját és 1950-ben újrakezdte a doktori iskolát, 1954-ben pedig PhD fokozatot szerzett, dolgozatának témája a polipeptidek és fehérjék röntgendiffrakciós vizsgálata volt.

## A DNS szerkezete

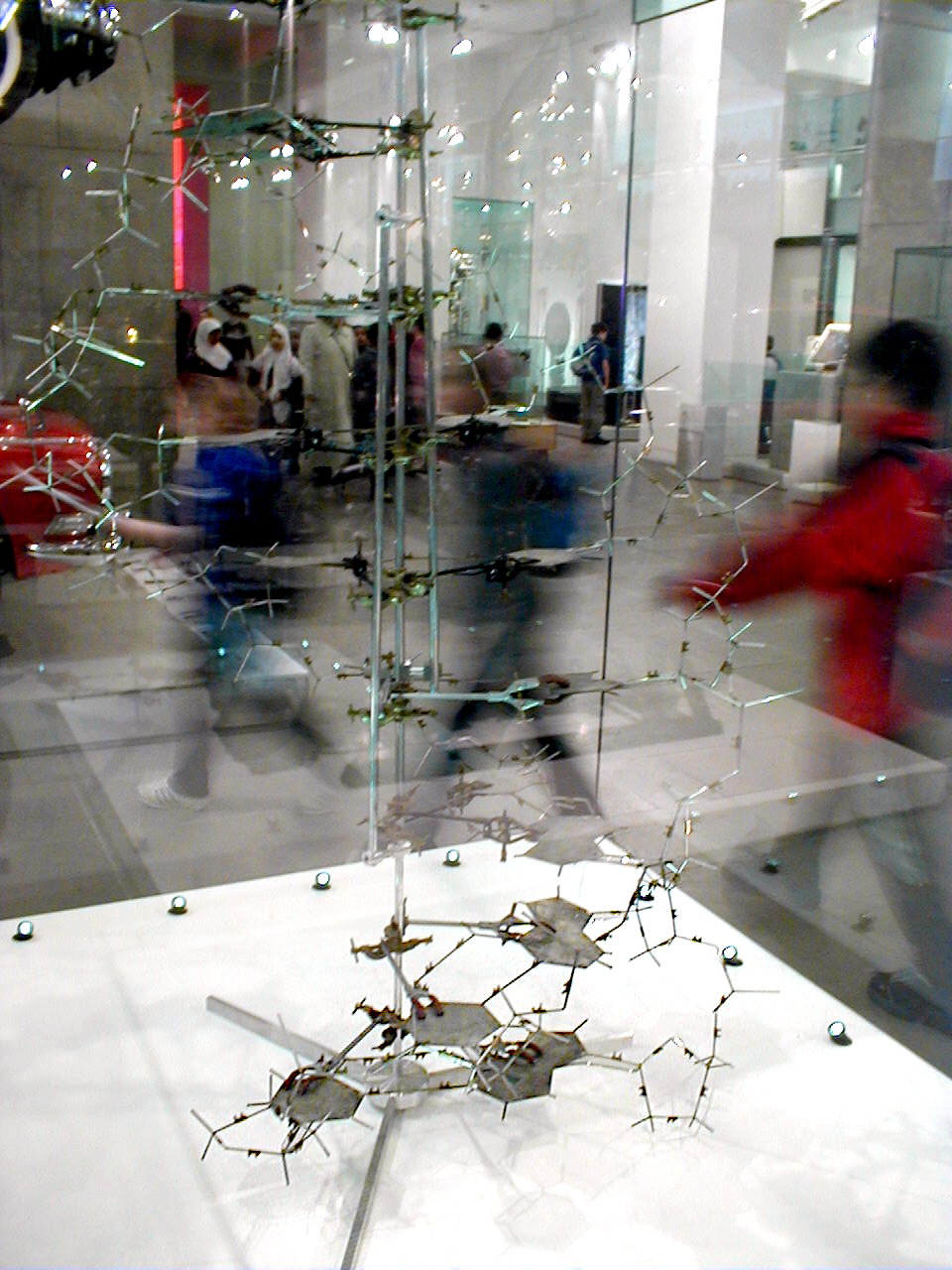
A Crick és Watson által összeállított DNS-modell

1951-ben kezdte el vizsgálni a DNS röntgendiffrakciós fényképeit egy 23 éves amerikai vendégkutató, James Watson segítségével. Tudták, hogy a híres kémikus, Linus Pauling is foglalkozik a nukleinsavak szerkezetének problémájával, ezért gyorsan kellett dolgozniuk. Korábbi, fehérjékkel való tapasztalatai alapján Crick feltételezte a helikális, spirálszerű szerkezetet, Watson pedig rájött, hogy ha a spirál nem egy-, hanem kétszálú, azzal magyarázni tudja, hogy miért van ugyanannyi adenin mint timin, és ugyanannyi citozin mint guanin a molekulában. A végleges szerkezetet 1953-ban közölték és egyben javaslatot is tettek a molekula másolásának lehetséges mechanizmusára. A cikk tudományos körökben nagy szenzációt keltett, és még a napilapok is beszámoltak a felfedezésről.
1962-ben Francis Crick, James D. Watson és munkatársuk, Maurice Wilkins orvostudományi Nobel-díjat kapott a DNS szerkezetének felderítéséért. Utólagos bírálók szerint a munkában jelentős szerepe volt Rosalind Franklinnak is, aki a röntgendiffrakciós felvételeket készítette és kémiai végzettsége alapján nagyban hozzájárult a szerkezeti ellentmondások megoldásához. lehetséges, hogy ő javasolta a korai, három spirálból álló modell kétspirálosra változtatását. Franklin 1953-ban, még a cikkek publikálása előtt átment a londoni Birkbeck College-ba és külön jelentette meg elképzelését a DNS szerkezetéről. 1958-ban meghalt, így a Nobel-díj odaítélésekor már fel sem merülhetett a neve.    

## Molekuláris biológiai munkássága
Crick 1953-54-ben az Egyesült Államokban tartózkodott; a Brooklyni Politechnikai Intézetben folytatta a fehérjék szerkezetének kutatását és előadásokat tartott a Harvard Egyetemen. Miután visszatért Angliába, egészen 1976-ig Cambridge-ben folytatta a kutatómunkát. Még 1952-ben felfedezte, hogy a kikristályosítható dohánymozaik-vírusnak is helikális a szerkezete, 1956-ban pedig feltételezte, hogy a gömb alakú vírusok valójában ikozaéder alakúak és 60 alegységből épülnek fel. Foglalkoztatta a fehérjeszintézis és a DNS-fehérje információáramlás menete. 1958-ban ő fogalmazta meg a molekuláris biológia centrális dogmáját, miszerint az információ DNS-RNS-fehérje irányban áramlik és sohasem visszafelé (1970-ben ezt megcáfolták, amikor kiderült hogy RNS-ről is készülhet DNS). A 60-as és 70-es években sokat sokat foglalkozott az élet eredetével és lehetségesnek tartotta, hogy az élet spórák formájában az űrből érkezett a Földre (pánspermia elmélet).       

## Későbbi pályafutása

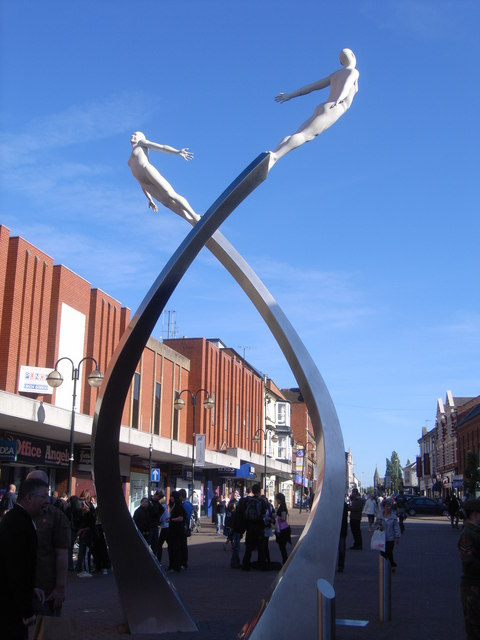
Francis Crick emlékműve Northamptonban

1976-ban egy évre, majd véglegesen a kaliforniai La Jollába költözött, ahol a Salk Intézetben neurobiológiával kezdett foglalkozni, elsősorban a tudat biológiai-kémiai háttere érdekelte.
Crick határozottan ateista volt és fellépett a kreacionizmus iskolai oktatása ellen. Önmagát humanistaként határozta meg, és 2003-ban 21 másik Nobel-díjassal együtt aláírta a Humanista Kiáltványt. Szorgalmazta a Darwin-nap nemzeti ünneppé nyilvánítását. A Nobel-díjon felül számos egyéb díjban és kitüntetésben részesült, megkapta a brit Order of Meritet, viszont visszautasította, hogy a Brit Birodalom Rendjével kitüntessék vagy lovaggá üssék.

## Családja
Francis Crick 1940-ben összeházasodott Ruth Doreen Dodd-dal. Egy fiuk (Michael) született, majd 1947-ben elváltak. Crick 1949-ben feleségül vette Odile Speedet. Ebből a házasságból két lánya született, Gabrielle és Jacqueline.
Francis Crick 2004. július 28-án halt meg végbélrák következtében San Diegóban, 88 éves korában. Hamvait a Csendes-óceán fölött szórták szét.

## Magyarul megjelent művei
- Molekulákról és emberekről; ford. Erős László Antal; Magvető, Bp., 1985 (Gyorsuló idő)
- Az élet mikéntje. Eredete és természete; ford. Büki Kálmán; Gondolat, Bp., 1987